# Charles d'Hovyne
Le chevalier Charles d'Hovyne (ou d'Hovine, d'Hovynes, de Hovines), en latin Carolus de Hovyne, baron de Douillen, seigneur de Gouvernies (commune de Quartes), de Bourghelles, de Steenkerke, de Granbray, de Winckele, etc., baptisé à Tournai le 20 août 1596 et mort à Bruxelles le 13 avril 1671, est un magistrat et homme d'État des Pays-Bas méridionaux.
Il était l'époux de Marie de Gaule.

## Biographie
Charles d'Hovyne est le fils de Laurent d'Hovyne, jurisconsulte, conseiller d'État, magistrat municipal de Tournai, et de Catherine du Bosquiel, elle-même fille de Guillaume du Bosquiel, maréchal héréditaire du Boulonnais. Il a aussi vraisemblablement un frère, Maximilien, entré dans les ordres, et une sœur, Marie. Après de brillantes études à l'Université de Louvain, il devint avocat au Grand conseil des Pays-Bas à Malines, puis conseiller au Grand conseil des Pays-Bas à Malines en 1628.
Il doit ses premières promotions à sa qualité de protégé de Pierre Roose (en), chef-président du Conseil privé. Il participe aussi aux procès suivant la conspiration des Nobles de 1632 (en).
Il devient par la suite conseiller au Conseil d'État, conseiller et maître des requêtes au Conseil privé, conseiller commis aux causes fiscales, conseiller du roi d'Espagne aux États de Belgique et commissaire royal.
Par lettres du 23 décembre 1652, il est nommé chef-président du Conseil d'État et du Conseil privé du roi catholique à Bruxelles.
Au décès du comte du Rœulx, en 1653, il le remplaça comme premier commissaire au renouvellement de la Loi.
En 1660, il devient gouverneur de Steenkerque.
Il épousa Marie de Gaule, fille du chevalier Jérôme de Gaule, conseiller du Grand conseil de Malines et chancelier du Conseil et du duché de Gueldre. Il eut Laurent de Hovynes pour fils.

## Le mausolée de Charles d'Hovyne et de Marie de Gaule
Le mausolée de Charles d'Hovyne (1671, socle ajouté en 1840), président du Conseil Privé fut élevé dans l'église Notre-Dame de la Chapelle à Bruxelles. Il s'agit d'une œuvre du sculpteur Jean van Delen. Il est fait de marbre blanc et de marbre noir. Les statues, de marbre blanc, représentent la Justice, la Constance, la Prudence et la Force. En haut figure le buste de Charles d'Hovyne.
Il est pourvu d'une inscription latine que voici: "DOM, Hic vir hic est Carolus d'Hovyne Catholicae Ma(iesta)ti a consiliis Status et in sanctiore praeses dum avita pietate moriens insigni vivit documento mortem omnibus ex natura aequalem oblivione vel fama apud posteros distingui vos precamini ut qui rara prudentiae et fortitudinis laude inter prospera et adversa patriae profuit qui integritatis et iustitiae tenax contra varios rerum humanarum casus immotus stetit denuo requiescat in pace. Obiit 13 aprilis Anno 1671".

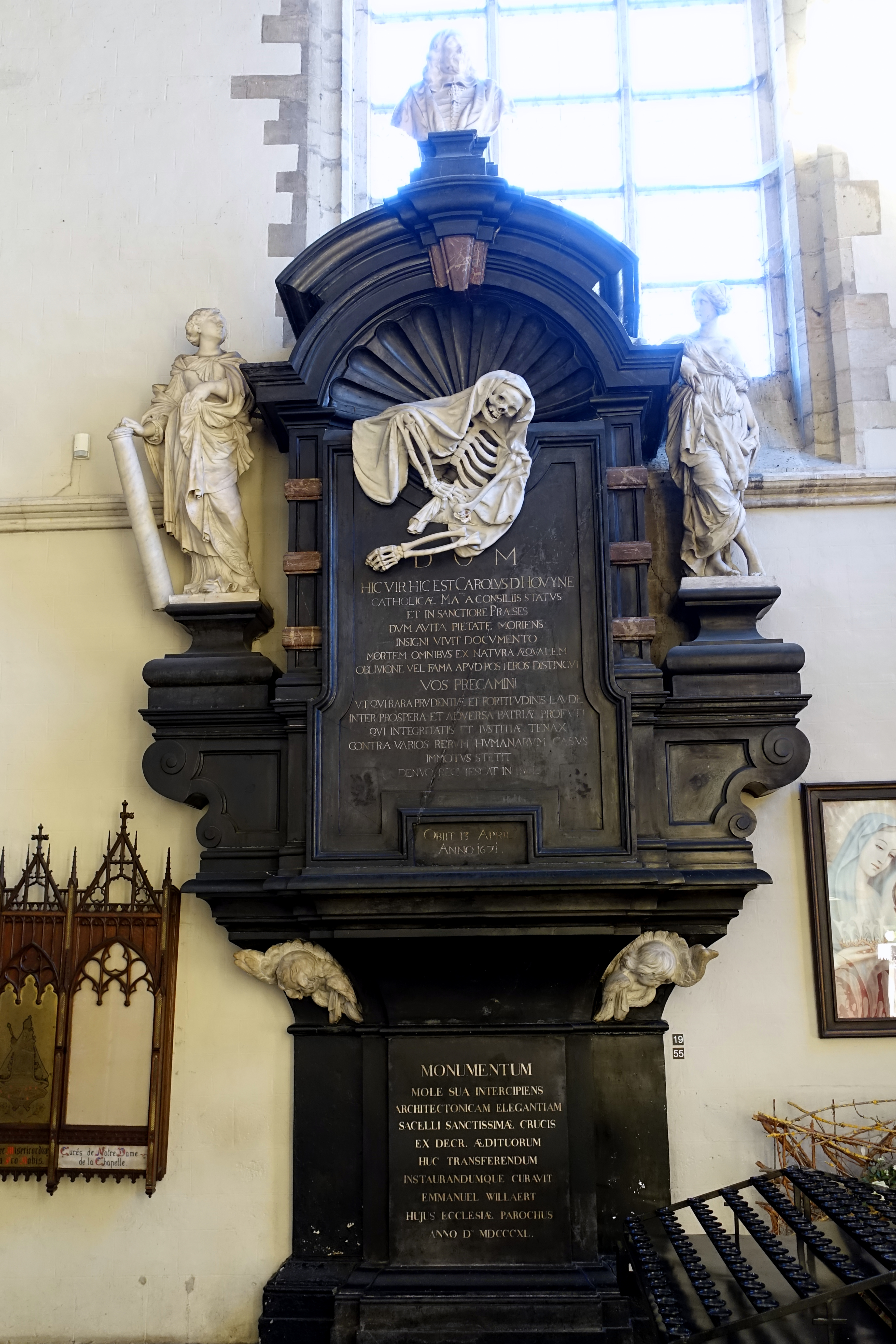
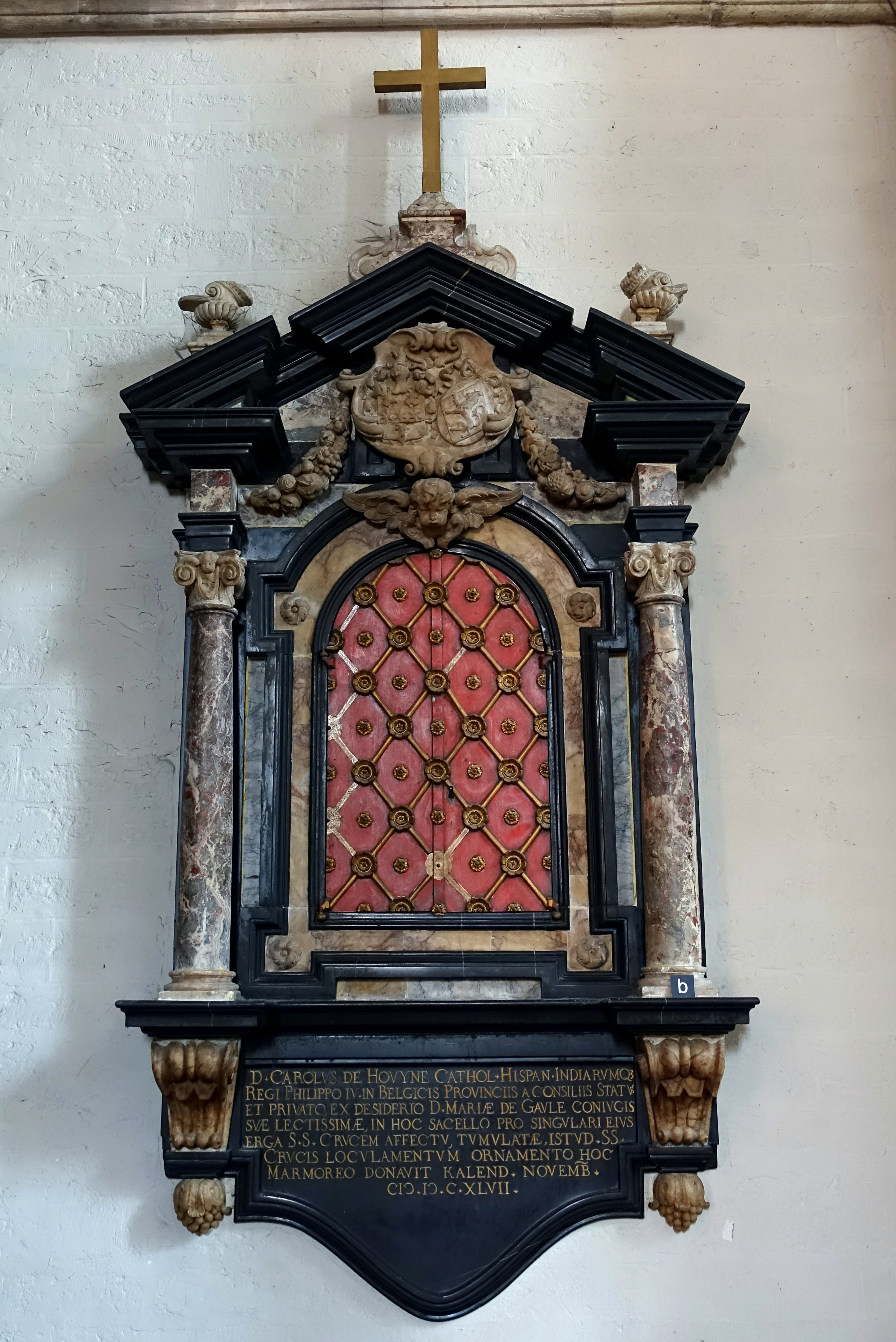

## Monument commémoratif en souvenir de Marie de Gaule placé par Charles d'Hovyne
Charles d'Hovyne selon le désir de son épouse Marie de Gaule, fit placer en 1647 un mémorial en marbre noir dédié à la Sainte-Croix, il s'agit d'un tabernacle toujours visible surmonté des armoiries des Hovyne qui abritait un reliquaire en cuivre contenant une relique de la Sainte Croix. On y lit une inscription latine qui commence ainsi: "D. Carolus De Hovyne Cathol. Hispan. Indiarumq. Regi Philippo IV. In Belgicis a consiliis Status et Privato, ex desiderio D. Mariae De Gaule coniugis suae lectissimae...".

## Écrit (non publié)
- 1662 : Mémoire touchant la forme du gouvernement politique des Païs-Bas et des conseils et officiers qui en composent le ministère. Ce mémoire ne fut jamais publié, la Bibliothèque royale à Bruxelles en conserve une copie du XVIIIe siècle (cote : ms 12290).

## Référence
1. ↑  Les documents et monuments en français ont toujours la graphie d'Hovyne, ceux en latin écrivent de Hovyne le de latin ne s'élidant pas ou parfois gardent l'orthographe française d'Hovyne. Si on retrouve parfois d'autres orthographes au nom, Hovyne lui-même signe ainsi ses écrits.
2. ↑  Christophe Butkens, Trophées tant sacrées que profanes du Duché de Brabant: Supplement ... Tome Second, Volume 3, 1726
3. ↑  Guillaume Des Marez, Guide illustré de Bruxelles, Bruxelles, 1979, p. 137.
4. ↑  Annales de la Société royale d'archéologie de Bruxelles, tome 56, 1979, pp. 93-94.

## Sources
- Académie royale des sciences, des lettres et des beaux-arts de Belgique, Biographie nationale, Volume 9, 1886-1887, sub verbo Charles de Hovyne.
- Académie royale des sciences, des lettres et des beaux-arts de Belgique, Mémoires couronnés et autres mémoires publiés par l'Académie royale des sciences, des lettres et des beaux-arts de Belgique: Collection in-8o, Volume 52, 1896
- Georges Livet, Bernard Vogler, Pouvoir, ville et société en Europe 1650-1750, 1983
- René Vermeir, Les limites de la monarchie composée. Pierre Roose, factotum du comte-duc d’Olivares aux Pays-Bas espagnols
- P.-A. du Chastel de la Howardries de-Neuvireuil, Notices Généalogiques Tournaisiennes, Tournai 1881.
- Anne-François de Mérode d'Ongnies, Frédéric Auguste Ferdinand Thomas de Reiffenberg, Mémoires du comte de Mérode d'Ongnies, 1840
- M. J. Britz, Code de l'ancien droit en Belgique ou histoire de la jurisprudence et de la législation, tome I, Bruxelles, 1847 (éléments biographiques concernant Charles d'Hovyne).